# Adio, Texas
Adio, Texas (în italiană Texas, addio) este un western spaghetti italo-spaniol din 1966, regizat de Ferdinando Baldi și cu Franco Nero în rol principal.

## Distribuție
- Franco Nero — șeriful Burt Sullivan
- Alberto Dell'Acqua⁠(d) — Jim Sullivan (menționat Cole Kitosch)
- José Suárez — Cisco Delgado (menționat José Suarez)
- Elisa Montés⁠(d) — Dancing Mulatta (menționată Elisa Montes)
- José Guardiola⁠(d) — McLeod
- Livio Lorenzon⁠(d) — primarul Miguel
- Hugo Blanco — Pedro
- Luigi Pistilli⁠(d) — Hernandez, avocatul
- Antonella Murgia — mama lui Burt în flashback-uri
- Gino Pernice⁠(d) — funcționarul bancar
- Giovanni Ivan Scratuglia — Dick, ajutorul de șerif al lui Burt (menționat Ivan Scratuglia)
- Silvana Bacci — Paquita, barmanița
- Remo De Angelis⁠(d) — Juan, omul de încredere al lui Delgado
- Mario Novelli⁠(d) — vânătorul de recompense
- Enrico Chiappafreddo — răufăcătorul (nemenționat)
- Lucio De Santis⁠(d) — omul de încredere al lui McLeod (nemenționat)

## Lansare
Adio,Texas a fost lansat în august 1966.